# فرودگاه بین‌المللی لا کروسیز
فرودگاه بین‌المللی لا کروسیز (به انگلیسی: Las Cruces International Airport) یک فرودگاه همگانی با کد یاتا LRU است که یک باند فرود آسفالت دارد و طول باند آن ۲۲۸۶ متر است. این فرودگاه در کشور ایالات متحده آمریکا قرار دارد و در ارتفاع ۱۳۵۸٫۲ متری از سطح دریا واقع شده است.